# 鈴木英之 (俳優)
鈴木 英之（すずき ひでゆき、1974年4月18日 - ）は、日本の俳優、劇作家、演出家。千葉県市川市出身。演劇及び文化創造集団C.A.W代表。北海道演劇集団創造委員。全日本リアリズム演劇会議編集委員。

## 活動歴

### 主な脚本
- 劇団Salad Oil Company公演『All or Nothing』(1997年、2000年)
- 劇団Salad Oil Company公演『Crossroad』(2001年)
- 劇団Salad Oil Company公演『光は東方より』(2003年、2004年)
- 劇団Salad Oil Company公演『同じ空の下で』(2005年)
- 劇団金田一探偵事務所公演『天国からの手紙』(2006年)[3]
- 劇団さっぽろ児童部公演『葉っぱのフレディ』原作レオ・バスカーリア(2007年)
- 劇団さっぽろ公演『ホシコ～星を持つ馬～』原作加藤多一(2007年)[4]

- 劇団Salad Oil Company公演『プレゼント ペイン』(2007年)
- 演劇及び文化創造集団C.A.W公演『キープ オン フライング！』(2018年)
- 演劇及び文化創造集団C.A.W公演『曇天に輝く～苫小牧を描いた男～』(2018年)
- 演劇及び文化創造集団C.A.W公演『そして、足あとを越えて』(2019年)
- 演劇及び文化創造集団C.A.W公演『麻婆豆腐に御飯』(2021年)
- 演劇及び文化創造集団C.A.W公演『キープ オン フライング！2』(2021年)
- 演劇及び文化創造集団C.A.W公演『偽物』(2022年)
- 演劇及び文化創造集団C.A.W公演『令和版 光は東方より』(2022年)
- 演劇及び文化創造集団C.A.W公演『KAMI』(2022年)
- 演劇及び文化創造集団C.A.W公演『世界を色鮮やかにする方法を僕らは知っている。』(2023年)
- 演劇及び文化創造集団C.A.W公演『紡いだ風を纏って』(2023年)
- 演劇及び文化創造集団C.A.W公演『WATER GIRLS～令和銭湯物語～』(2024年)[5][6][7]
- 演劇及び文化創造集団C.A.W公演『僕らが育ったあの頃は、もっと騒がしかった。』(2024年)
- 演劇及び文化創造集団C.A.W公演『ROUTE 36』(2024年)[8]
- 演劇及び文化創造集団C.A.W公演『世界を色鮮やかにする方法を僕らは知っている。～不都合な真実編～』(2025年)

### 主な出演(舞台)
- 『おんにょろ盛衰記』劇団はな公演【北広島市芸術文化ホール】(2000年)
- 『やまんばのにしき』劇団さっぽろ【北海道、東北巡演】(2000年)
- 『Crossroad』劇団Salad Oil Company【北広島市芸術文化ホール・かでる2.7】(2001年)
- 『僕たちの遭難』劇団さっぽろ【北海道巡演】
- 『贅沢な散歩』ユニット薺【コンカリーニョ】(2002年)
- 『ふうしゃまわる』劇団さっぽろ【北海道巡演】(2002年)
- 『光は東方より』劇団Salad Oil Company【北広島市芸術文化ホール】(2003年)
- 『恵庭物語・春』恵庭小劇場プロデュース【島松、千歳、北広島、札幌、白老、佐呂間巡演】(2003年)
- 『ささの葉さらさら』劇団さっぽろ【ターミナルプラザことにPATOS】(2005年)
- 『宮澤賢治の世界』劇団さっぽろ【北海道巡演】(2005年)
- 『同じ空の下で』劇団Salad Oil Company【演劇専用小劇場BLOCH】(2005年)
- 『はやてに走れ、あまんじゃく』劇団さっぽろ【北海道、徳島県巡演】(2006年)
- 『プレゼント ペイン』劇団Salad Oil Company【ターミナルプラザことにPATOS】(2007年)
- 『三人男娼』NPO法人豊水西創成文化まちづくり倶楽部プロデュース【アウクル(すすきの)】(2007年)
- 『ホシコ～星を持つ馬～』劇団さっぽろ【北海道巡演】(2007年)
- 『長めの散歩』NPO法人豊水西創成文化まちづくり倶楽部プロデュース【扇谷記念スタジオシアターZOO】(2008年)
- 『ひまわりのように』飯田信之演劇事務所【ポルトホール】(2009年)

### 新聞
●苫小牧民報『語り継ぐ人　戦後80年』